# Pablo Laso
Pablo Laso Biurrún (Vitoria-Gasteiz, 13 de outubro de 1967) é um ex-basquetebolista profissional espanhol e atualmente treinador do Real Madrid Baloncesto.
Como jogador foi campeão da Copa Saporta em 1997 com o Real Madrid e Campeão da Copa do Rei em 1995, quando sagrou-se MVP também.
Como treinador acumula a função de treinador do Combinado Basco em suas partidas amistosas.  Foi campeão da Euroliga de 2014–15 com "Los Blancos" após vinte anos de jejum.